# Sphenorhina colombiana
Sphenorhina colombiana är en insektsart som beskrevs av Victor Lallemand 1938. Sphenorhina colombiana ingår i släktet Sphenorhina och familjen spottstritar. Inga underarter finns listade i Catalogue of Life.